# Seeds of Iblis
Seeds of Iblis ist eine mutmaßlich irakische Black-Metal-Band.

## Geschichte
Die Band wurde angeblich 2011 im Irak gegründet und wird der kleinen Szene arabischer Metal-Bands zugerechnet, die sich kritisch mit dem Islam auseinandersetzen. Angeblich spielen derzeit zwei Frauen und zwei Männer in der Band. Alle Bilder, die Mitglieder der Band zeigen sollen, sind Fälschungen bzw. stammen von anderen Bands, weshalb es Zweifel gibt, ob die Band wirklich aus dem Irak stammt. Die Band hatte Schwierigkeiten, ein Label für ihre EP zu finden, steht nun aber bei Unmerciful Death Productions unter Vertrag. 2012 wurden Younes und Yousef durch Jebrael und Mohammad ersetzt. Über die wahre Identität der Bandmitglieder ist nichts bekannt.

## Musikstil und Ideologie
Seeds of Iblis spielen durch arabische Musik beeinflussten, rohen Black Metal. Als Einflüsse geben sie Venom, Bathory, Mayhem und Slayer an. Im Gegensatz zu vielen anderen Black-Metal-Bands, die antichristliche Thematiken in ihren Texten verarbeiten, behandeln Seeds of Iblis antiislamische Motive. Daneben wird eine Art islamischer Satanismus aufgegriffen, einige Texte lobpreisen Iblis, einen im Koran erwähnten, von Gott abgefallenen Dämon (Schaitan).

## Diskografie
- 2011: Jihad Against Islam (EP, Legion of Death Records)
- 2013: The Black Quran (EP, Hammer of Hate)
- 2013: Anti Quran Rituals (LP, Unmerciful Death Productions)
- 2013: When Muslims Slay Muslims (Single)
- 2020: Morbid Muhammad (Album, Pest Productions)